# Kohoutův rybník
Kohoutův rybník  je malý rybníček o rozloze vodní plochy 0,21 ha nalézající se u Nového Radostova - osady obce Radostov v okrese Hradec Králové. Rybníček je v soukromém vlastnictví a slouží pro chov ryb.

## Galerie

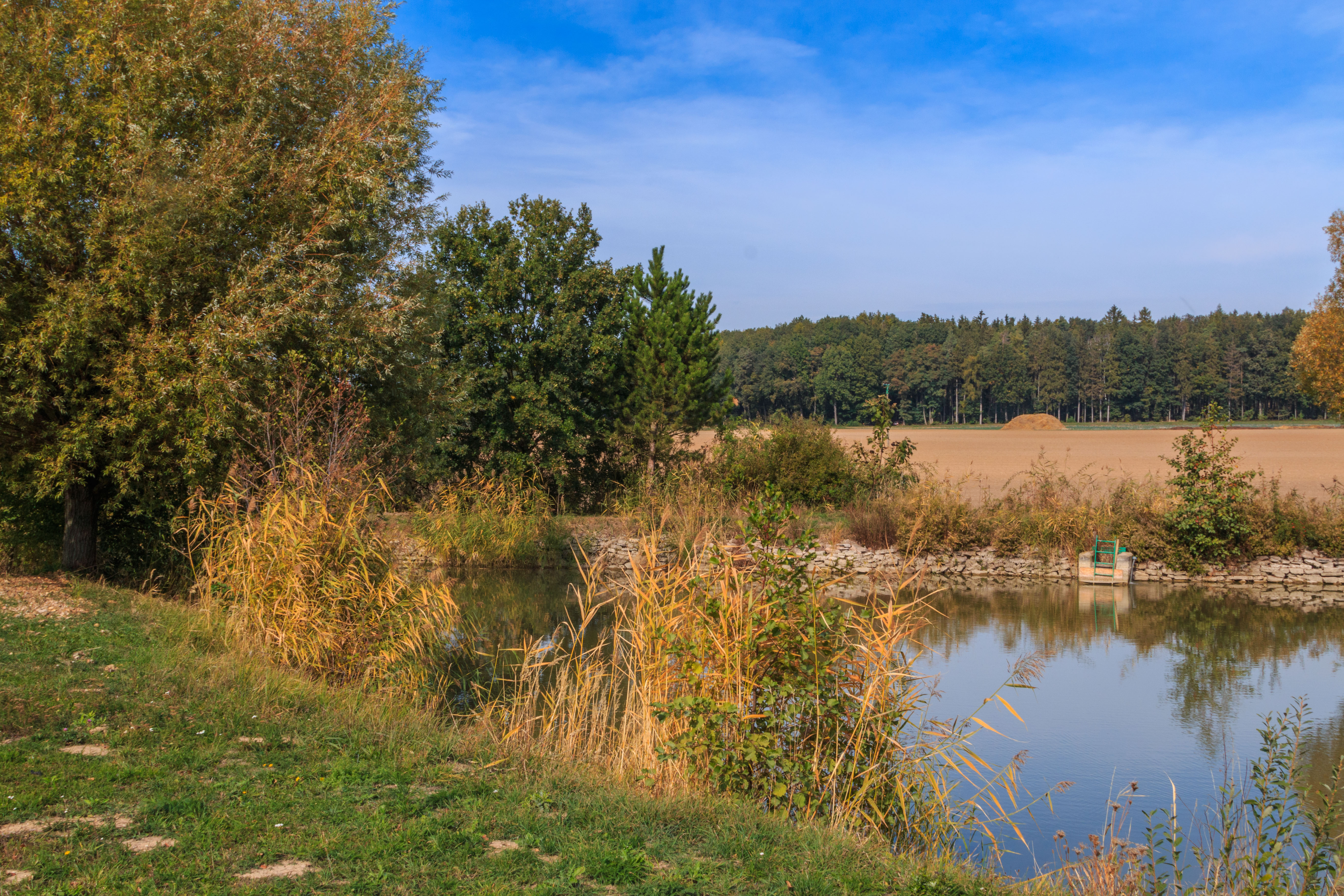
pohled na Kohoutův rybník
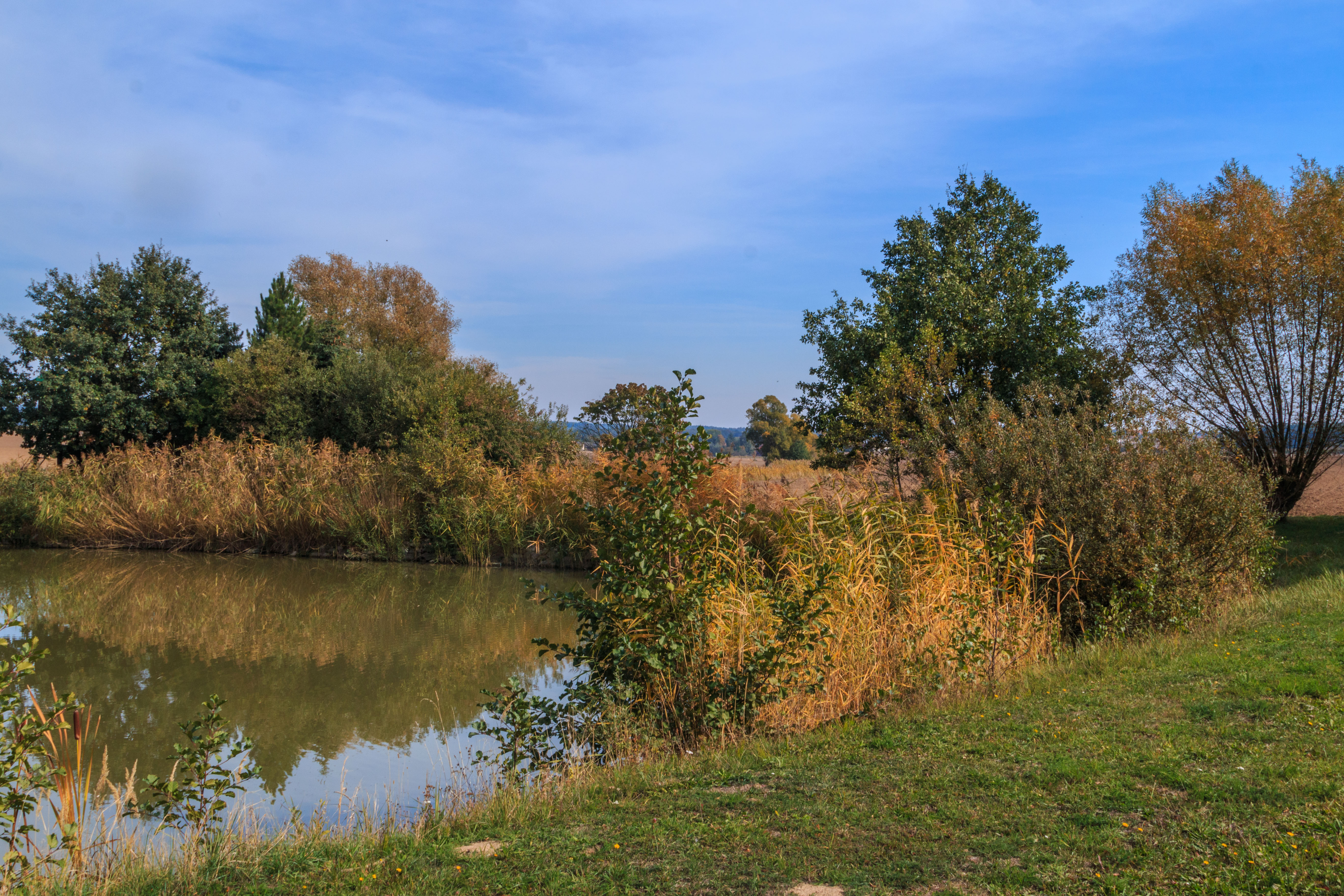
pohled na Kohoutův rybník
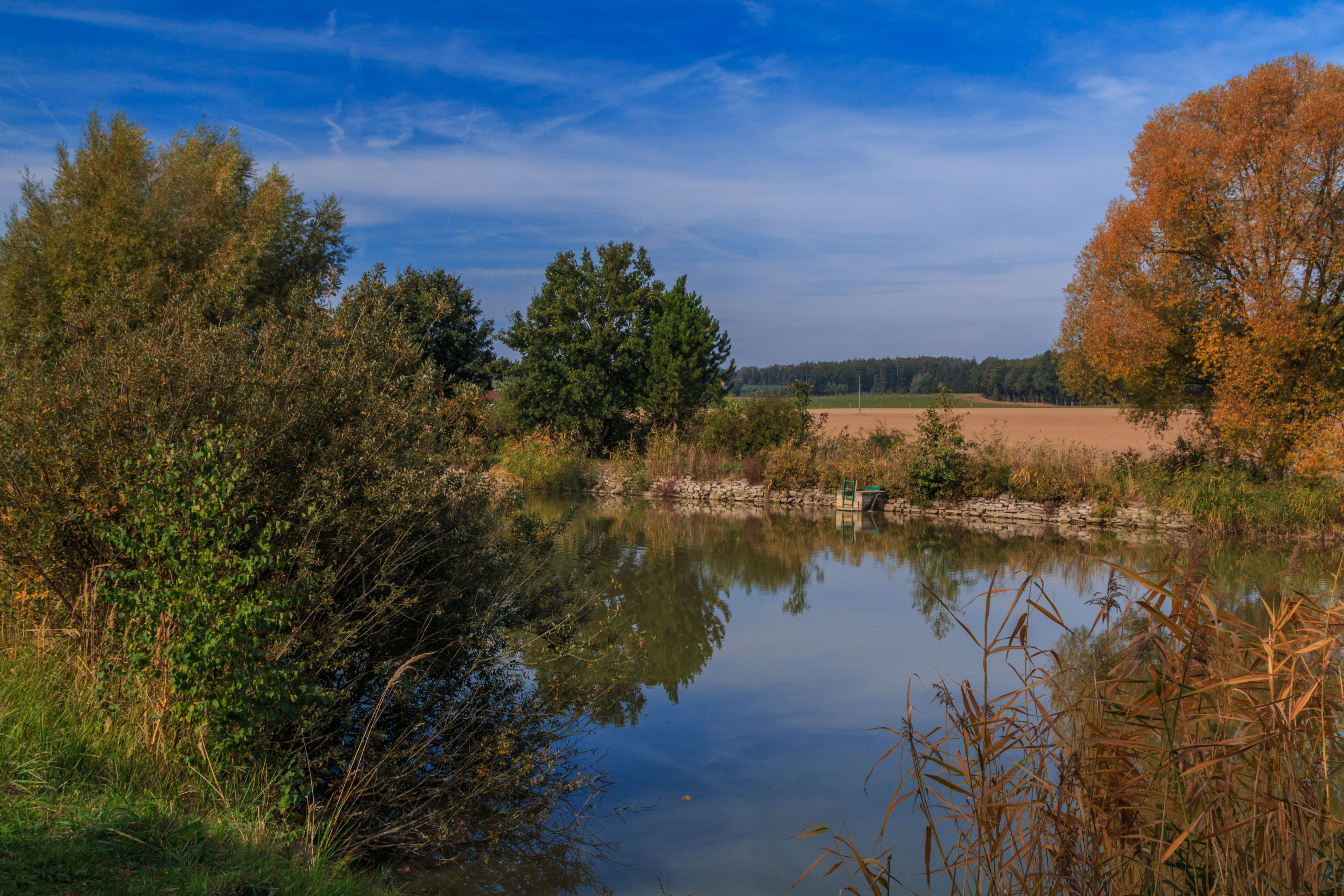
pohled na Kohoutův rybník